# Villette (Italia)
Villette (Vilét in lombardo e in dialetto ossolano) è un comune italiano di 275 abitanti della provincia del Verbano-Cusio-Ossola.
È il più piccolo comune della Valle Vigezzo e sorge su un terrazzo di origine glacio-alluvionale, lungo il versante meridionale della Costa di Faedo, in posizione assolata.
Villette è nota per i suoi orologi solari (circa 30 "meridiane", in prevalenza a geometria verticale), sia storici, sia di recente realizzazione.
Il paese è composto da tre nuclei abitati detti ville: Gagliago (ad ovest), Vallaro (al centro) e Londrago (a est); da qui il toponimo Villette. Le località di Gagliago e Vallaro sono tra loro fisicamente separate dal rio della Valle di Casa.

## Geografia fisica
Il territorio comunale di Villette occupa una piccola porzione del corridoio glaciale della Valle Vigezzo, tra i territori di Malesco e Craveggia (a ovest) e Re (ad est), estendendosi da nord a sud tra il rilievo del Monte Ziccher e la dorsale della Costa della Colmine (tra le località passo Scopello/Pian dei Sali e il Monte Netto). Il fondovalle pianeggiante situato a sud e sud-ovest dell'abitato è impegnato, in parte, dall'ampio alveo del torrente Melezzo Orientale; la piana alluvionale di fondovalle si restringe progressivamente procedendo da ovest verso est. Il punto più elevato è costituito dalla vetta del monte Ziccher (1966 m s.l.m.); la quota minima, di 664 m s.l.m., si registra lungo l'asta del T. Melezzo Orientale a sud della stazione ferroviaria di Re, nei pressi della località Nivo.
L'abitato di Villette è inserito sulla superficie di un antico terrazzo sospeso, di origine composita glaciale e alluvionale, che si interpone tra il ripido e brullo versante meridionale della Costa di Faedo e la piana di fondovalle; tale ripiano naturale, caratterizzato da sviluppo est-ovest ed esposto a solatio, è connotato da morfologia dolce, presenta pendenze moderate ed è modellato in depositi di copertura di spessore via via crescente da monte verso valle (pochi metri nella fascia superiore del nucleo edificato; alcuni decametri in corrispondenza della parte bassa ed a sud dell'insediamento).

## Storia
A causa di interessi legati all'economia di sussistenza, le comunità di Gagliago, da una parte, e di Vallaro - Londrago, dall'altra, furono tra loro contrapposte fino agli inizi del XIX sec.; per tali ragioni si resero protagoniste di ripetuti screzi e contese territoriali.

### Simboli
Il gonfalone è un drappo partito di rosso e di azzurro.

## Monumenti e luoghi di interesse

### Architetture religiose
- Chiesa di San Bartolomeo (Gagliago).[5]
- Oratorio di San Rocco (Vallaro).[6]
- Oratorio di San Giuseppe (Gagliago, attiguo alla Chiesa di San Bartolomeo).

### Architetture civili
- Vestigia dell'antico castello di Vallaro (sec. XI), di parte ghibellina (Ferrari). La costruzione, che dipendeva dal Castello di Vogogna, era utilizzata come fortificazione di confine e, probabilmente, come torre di segnalazione.
- Ruderi della casa di Giovanni Zucono ("Zuccone"), l'uomo di Londrago che il 29 aprile 1494 scagliò una pietra contro l'effigie della Madonna affrescata sulla facciata della chiesa parrocchiale di Re, provocandone il sanguinamento (Miracolo della Madonna di Re).

## Società

### Evoluzione demografica
Abitanti censiti

### Famiglie storiche
In base a notizie ricavabili da documenti storici, già prima del 1500 erano radicate a Villette le famiglie Adorna, Bonzani, Gnuva, Pidò, Tadina e Zani.
Altre famiglie (Besana, Dresti, Minoletti, Ramoni, ecc..) si insediarono in Valle Vigezzo e a Villette nei secoli seguenti, provenendo in genere dalla vicina Valle Cannobina o dal Verbano (Cossogno, Intra), attraverso la Val Grande, 

## Cultura

### Musei
- La Ca' di Feman da La Piaza, un museo riguardante la vita contadina del paese, ospitato in una casa tradizionale del '600, nel centro storico di Vallaro.
- Mostra permanente all'aperto per le vie del paese: "Le pietre selvatiche" dell'artista vigezzina di origini villettesi Federica Ramoni.

## Curiosità

### Soprannomi e nomignoli
Come per gli altri villaggi, borghi e frazioni della Valle Vigezzo, anche gli abitanti di Villette vengono etichettati con simpatici nomignoli, dati tratti caricaturali, che ne delineano con sagacia peculiarità, vizi, difetti o virtù. Così, ad esempio, per la loro spiccata vocazione alla coltivazione delle rape nei suoli sabbiosi della campagna di Londrago ed al copioso consumo di questo ortaggio "povero" (perlomeno nei secoli passati), i Villettesi (i Vilita) si sono guadagnati l'epiteto di pasèj (o rata-pasèj). Gli scoiattoli (cüüs) che popolavano numerosi i rigogliosi boschi circostanti al paese hanno valso agli stessi abitanti il nome di cüsèj. Infine, di più incerta derivazione è il soprannome meno noto di sbugej,
Una menzione a parte deve essere fatta, nello specifico, per gli abitanti di Londrago: in riferimento all'episodio dell'atto sacrilego compiuto da G. Zuccone, che in preda all'ira scagliò una pietra contro l'immagine della Madonna di Re dipinta sulla facciata esterna della Chiesa di San Maurizio, i Londraghesi sono conosciuti ancora oggi, loro malgrado, come i Bociamadòn. 

## Infrastrutture e trasporti
Il paese è collegato alla Strada statale 337 mediante due brevi tratte di Strada Provinciale (SP 70/c di Villette e SP 145 di Villette bis).
Nel territorio comunale è presente la stazione di Villette della Ferrovia Domodossola-Locarno, circa 1,2 km a valle del centro abitato, in località Al Piano di Villette (attualmente in disuso).

## Amministrazione
Di seguito è presentata una tabella relativa alle amministrazioni che si sono succedute in questo comune.
| Periodo        | Periodo        | Primo cittadino   | Partito                             | Carica  | Note  |
| -------------- | -------------- | ----------------- | ----------------------------------- | ------- | ----- |
| 24 aprile 1995 | 14 giugno 1999 | Giacomo Bonzani   | centro-destra                       | Sindaco | [ 8 ] |
| 14 giugno 1999 | 14 giugno 2004 | Giacomo Bonzani   | lista civica                        | Sindaco | [ 8 ] |
| 14 giugno 2004 | 8 giugno 2009  | Pierangelo Adorna | lista civica                        | Sindaco | [ 8 ] |
| 8 giugno 2009  | 26 maggio 2014 | Pierangelo Adorna | lista civica                        | Sindaco | [ 8 ] |
| 26 maggio 2014 | 27 maggio 2019 | Pierangelo Adorna |                                     | Sindaco | [ 8 ] |
| 27 maggio 2019 | 10 giugno 2024 | Monica Balassi    | lista civica                        | Sindaco |       |
| 10 giugno 2024 | in carica      | Monica Balassi    | lista civica - Insieme per Villette | Sindaco |       |

### Altre informazioni amministrative
Fa parte dell'unione montana di comuni della Valle Vigezzo.

## Galleria d'immagini

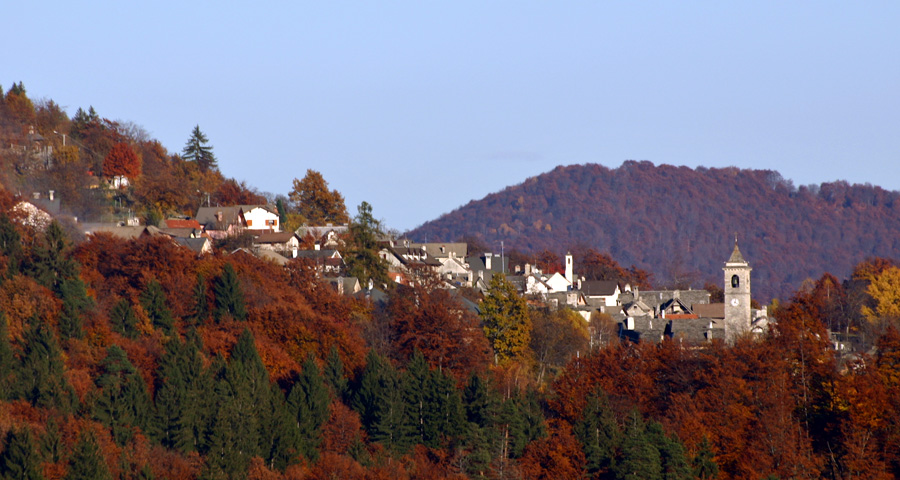
Villette visto da Malesco